# Suona la tromba

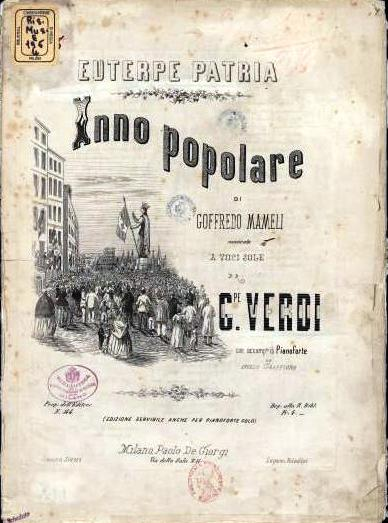
Couverture de la partition de Suona la tromba publiée en 1868 dans la collection Euterpe patria

Suona la tromba (Sonne la trompette) ou Inno popolare (Hymne populaire) est un hymne profane composé en 1848, à la demande de Giuseppe Mazzini, par Giuseppe Verdi sur un texte du poète et patriote italien Goffredo Mameli. Le titre de l'œuvre provient du premier vers du poème de Mameli. L'hymne est parfois nommé Grido di guerra (Cri de guerre).

## Contexte
La pièce commence par ces vers : « Suona la tromba — ondeggiano / le insegne gialle e nere. » (« Sonne la trompette, les drapeaux jaunes et noirs flottent ») en référence aux drapeaux de l'empire d'Autriche. Giuseppe Mazzini commanda un nouvel hymne de bataille pour les révolutions de 1848 lorsque les nationalistes italiens réclamèrent l'indépendance vis-à-vis de l'Empire autrichien qui contrôlait une large partie du nord de l'Italie. Il persuada Verdi d'en composer la musique lors de sa visite à Milan en mai 1848 peu de temps après que les Autrichiens furent chassés de la ville et d'autres parties de Lombardie et commanda le texte à Mameli en juin. Il voulait un poème qui puisse devenir la Marseillaise italienne et cita le vœu de Verdi de voir le peuple « oublier le poète et le compositeur ». Mameli termina le poème fin août et Mazzini l'envoya immédiatement à Verdi qui vivait et travaillait à Paris. Verdi envoya l'œuvre, composée pour un chœur de trois voix d'hommes sans accompagnement, à Mazzini le 18 octobre 1848. Dans la lettre d'accompagnement Verdi écrivait : 

« Je vous envoie l'hymne, et même si c'est un peu tard, j'espère qu'il arrivera à temps. J'ai essayé d'être aussi populaire et facile que je puis l'être. Faites-en l'usage qui vous convient : brûlez-le s'il ne vous semble pas digne,. »

## Historique des publications et des représentations
Dans sa lettre du 18 octobre 1848 à Mazzini Verdi lui recommandait, s'il souhaitait le publier, de remettre l'hymne à Carlo Pozzi, un collaborateur de la Casa Ricordi, son éditeur milanais. Or, avant que la musique ne parvienne à Mazzini, les Autrichiens avaient regagné les territoires perdus et la vie musicale milanaise était à nouveau sous le contrôle de la censure autrichienne. Les innombrables chants et hymnes patriotiques publiés par Ricordi et Lucca durant la brève révolution furent retirées de la circulation et quelques-uns détruits. Mazzini n'essaya pas de faire officiellement publier Suona la tromba à ce moment-là, mais à la fin de 1848 quelques copies furent imprimées et mises en circulation à Florence par l'éphémère Associazione Nazionale per la Costituente Italiana (Association nationale pour la Constitution italienne),. Mameli mourut en 1849 à l'âge de 22 ans. Son précédent poème Il Canto degli Italiani est devenu plus tard l'hymne national italien.

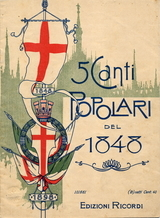
Couverture de l'anthologie de la Casa Ricordi 5 Canti Popolari del 1848

La partition de Verdi dormait dans les archives de Ricordi lorsque Mazzini la donna en 1868 à l'éditeur de musique milanais Paolo De Giorgi qui la fit paraître la première d'une série de chants patriotiques intitulée Euterpe patria. L'hymne de Verdi est parfois nommé ainsi bien que la série soit constituée de chants de plusieurs autres compositeurs. Par courtoisie, De Giorgi sollicité l'accord de Verdi mais l'idée déplut au compositeur et Francesco Maria Piave, intercédant pour lui, essaya de stopper la publication. Or, sa lettre de 1848 à Mazzini, dans laquelle il avait écrit « Faites-en l'usage qui vous convient » fut interprétée comme ayant donné à Mazzini le droit de contrôler la publication de l'hymne. De Giorgi fit cependant le geste d'offrir l'abandon du projet si Verdi acceptait d'écrire un nouvel hymne pour l'inauguration d'un monument en souvenir de la Bataille de Legnano, sachant parfaitement que Verdi refuserait. Suona la tromba fut publiée avec un accompagnement au piano arrangé par Angelo Graffigna. De Georgi publia aussi une « édition économique » de l'œuvre sous le titre Grido di guerra (Cri de guerre),.
Il y eut par la suite plusieurs arrangements de l'hymne, certains avec une orchestration, toujours adaptés au goût des différentes époques. Riccordi publia la partition pour chœur et orchestre en 1898 avec les 5 canti popolari del 1848 et l'anthologie de chants populaires publiée pour célébrer le 50e anniversaire des soulèvements de 1848. Néanmoins, Suona la tromba resta une œuvre relativement obscure jusqu'en 1996 lorsque des étudiants du conservatoire de Milan exhumèrent la partition de De Giorgi de 1865 conservée à la bibliothèque. Elle fut exécutée par le Chœur de chambre de la ville de Milan dans une émission de la Rai 2 le 7 février 1996. En 2011, le 150e anniversaire de l'unification italienne, fut l'occasion de multiples représentations de l'œuvre lors de concerts commémoratifs et elle fut enregistrée par l'Orchestre et le Chœur de la Scala pour le CD Musica del Risorgimento.
L'édition critique de la partition, éditée et annotée par Roberta Montemorra Marvin, fut publiée par l'University of Chicago Press en 2007. En 2013, l'Accademia Nazionale d’Arte Antica e Moderna publia ce qui est considéré comme le seul exemplaire de la partition publiée à Florence en 1848, retrouvé en 2011 dans les archives privées d'un pianiste et chef d'orchestre italien Antonello Palazzolo.